# Reforma Regional da Noruega

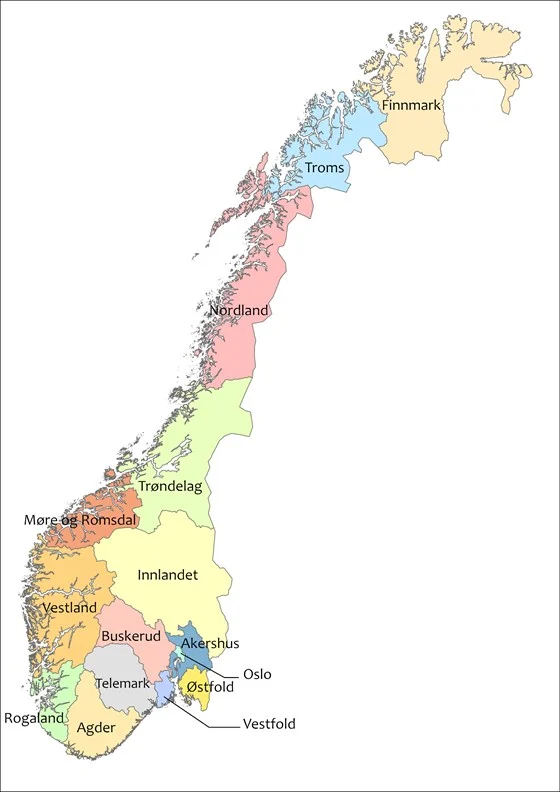
Os condados da Noruega (2024-)

A última versão da Reforma Regional da Noruega (em norueguês Bokmål Regionreformen i Norge e em norueguês Nynorsk Regionreforma i Noreg) entrou em vigor no dia 1 de janeiro de 2024. Os 11 condados existentes na altura foram aumentados para os 15 atuais.

A partir do dia 1 de janeiro de 2024, a Noruega ficou dividida nos seguintes 15 condados:

| Condado atual   | Condados anteriores                                                                                      |
| --------------- | --- |
| Agder           | |
| Akershus        | Resultante da cisão do anterior condado de Viken nos 3 novos condados de Østfold, Akershus e Buskerud    |
| Buskerud        | Resultante da cisão do anterior condado de Viken nos 3 novos condados de Østfold, Akershus e Buskerud    |
| Finnmark        | Resultante da cisão do anterior condado de Troms og Finnmark nos 2 novos condados de Troms e Finnmark    |
| Innlandet       | |
| Møre og Romsdal | |
| Nordland        | |
| Oslo            | |
| Rogaland        | |
| Telemark        | Resultante da cisão do anterior condado de Vestfold og Telemark nos 2 novos condados Vestfold e Telemark |
| Troms           | Resultante da cisão do anterior condado de Troms og Finnmark nos 2 novos condados de Troms e Finnmark    |
| Trøndelag       | |
| Vestfold        | Resultante da cisão do anterior condado de Vestfold og Telemark nos 2 novos condados Vestfold e Telemark |
| Vestland        | |
| Østfold         | Resultante da cisão do anterior condado de Viken nos 3 novos condados de Østfold, Akershus e Buskerud    |